# Старосаитово
Старосаитово (баш. Иҫке Һәйет) — деревня в Ишимбайском районе Башкортостана, входит в состав Кулгунинского сельсовета. Живут башкиры.

## История
Основана в 1-й половине 18 в. башкирами Гирей-Кипчакской волости Ногайской дороги на собственных землях под названием Саитово (по имени первопоселенца, известны его сыновья юртовой сотник Юлумбет, Ильяс, Алибай, Исмагил Саитовы). С образованием в середине 19 в. выселка Новосаитово получила современное название.
Занимались скотоводством, земледелием, лесными промыслами, работали на заводах и золотых приисках.

## География
Расположена на р. Большой Шишеняк (приток р. Зилим).

### Географическое положение
Расстояние до:
- районного центра (Ишимбай): 100 км,
- центра сельсовета (Кулгунино): 13 км,
- ближайшей ж/д станции (Стерлитамак): 96 км.

## Население
| 2002 | 2009 | 2010 |
| ---- | ---- | ---- |
| 179  | ↗186 | ↘177 |

Историческая численность населения: в 1795 в 24 дворах проживало 80 чел., в 1865 в 48 дворах — 302; 1906—447 чел.; 1920—438; 1939—303; 1959—297; 1989—189; 2002—179.
Национальный состав
Согласно переписи 2002 года, преобладающая национальность — башкиры (99 %).

## Инфраструктура
Население занято на участке Ишимбайского леспромхоза.
Начальная школа, фельдшерско-акушерский пункт, клуб.
В 1906 зафиксирована бакалейная лавка, находилось волостное правление.